# Rimo I
Rimo I (en bengalí: রিমো পর্বত) es la cumbre principal del macizo Rimo, con una elevación de 7385 metros. Se encuentra en la parte septentrional de la subcordillera Rimo Muztagh, parte de la cordillera del Karakórum. Se localiza aproximadamente a 20 kilómetros al noreste del extremo inferior del glaciar de Siachen, y es la montaña 71 de la lista de montañas más altas de la Tierra. Rimo significa «montaña rayada». El glaciar Rimo desemboca en el río Shyok.
Debido a su ubicación remota en el corazón del Karakórum Oriental, Rimo era poco conocido y casi no fue visitado hasta el siglo XX. Los exploradores Filippo de Filippi, y Philip y Jenny Visser visitaron el área en 1914 y 1929, respectivamente. Además de su aislamiento, está la inestable situación política y militar entra la India y Pakistán en la región, especialmente en el cercano glaciar de Siachen. India controla el acceso al macizo.

## Macizo Rimo
El macizo consiste en seis picos que comparten el nombre Rimo. Además de Rimo I, son los siguientes:
| Nombre del pico | Elevación m | Prominencia m | Coordenadas                                |
| --------------- | ----------- | ------------- | ------------------------------------------ |
| Rimo II         | 7373 m      | 73 m          | 35°21′N 77°22′E / 35.350, 77.367           |
| Rimo III        | 7233 m      | 615 m         | 35°22′31″N 77°21′42″E / 35.37528, 77.36167 |
| Rimo IV         | 7169 m      | 329 m         | 35°23′N 77°23′E / 35.383, 77.383           |
| Rimo V          | 6882 m      | 262 m         | 35°24′N 77°23′E / 35.400, 77.383           |
| Rimo VI         | 6846 m      | 446 m         | 35°25′N 77°23′E / 35.417, 77.383           |

Rimo II es un subpico menor ubicado aproximadamente a 150 metros al noreste de Rimo I, en su arista Norte. Los demás son picos independientes hacia al norte. Rimo III es el pico 98 más alto del mundo, mientras que Rimo II no está clasificado en la lista debido a que carece de suficiente prominencia.
El macizo concentra el largo glaciar Rimo Central (al lado norte) y el glaciar Rimo Sur (en el lado oriente), así como el pequeño glaciar Terong Norte (en el lado poniente).

## Historial de ascensiones
El primer intento al macizo Rimo fue en 1978, por una expedición japonesa que fracasó en llegar a la cumbre. En 1984, el Rimo IV fue escalado exitosamente por una expedición del ejército indio, y en 1985, por una bien organizada expedición indo-británica liderada por el experto himalayo, Harish Kapadia. Dave Wilkinson y Jim Fotheringham, de la expedición indo-británica, escalaron el Rimo III, pero no tuvieron éxito con el Rimo I.
La primera, y hasta ahora única ascensión al Rimo I fue hecha en 1988 por un equipo indo-japonés liderado por los escaladores Hukam Singh y Yoshio Ogata. Escalaron la cara Sur hacia la arista Sudoeste, comenzando desde un paso significativo llamado collado Ibex, en el lado sur de la montaña. La ascensión implicó 1500 metros de escalada técnica difícil.[cita requerida]